# Hana (prénom)
Pour les articles homonymes, voir Hana.
Hana est un prénom féminin japonais qui signifie « fleur », ainsi qu’un prénom arabe (en arabe : هَناء) qui signifie « félicité ».

## Étymologie et écriture
En japonais, le prénom Hana (花) signifie « fleur ».
Dans les pays arabes, le prénom Hana signifie « félicitation » ou « compliment ».
Selon Jean-Paul Labourdette, le prénom Haná est d'origine slave.

## Personnages de fiction
- Hana Inuzuka, personnage du manga japonais Naruto, sœur ainée de Kiba Inuzuka, vétérinaire ;
- Hana Gitelman, personnage du feuilleton télévisé américain Heroes ;
- Hana Youshouki, personnage du film d'animation Les Enfants loups, Ame et Yuki ;
- Hana Midorikawa, personnage du manga japonais Prison School, secrétaire du conseil clandestin des élèves ;
- Hana Deiku, personnage de I love Hana-Kun, étudiant ;
- Hana Nonomura personnage de Takane & Hana, lycéenne ;
- Hana Umezono, personnage de la série japonaise Eromanga Sensei, collégienne et écrivaine ;
- Hana N. Fountainstand, personnage du manga japonais Hanayamata, étrangère venant de New Jersey à la ville de Princeton, étudiante au Japon ;
- Hana Song, personnage du jeu vidéo américain Overwatch, héroïne plus connue sous le nom de D.Va.

## Personnalités portant le prénom Hana
- Pour l'ensemble des articles sur les personnes portant ce prénom, consulter :
  - la liste des articles dont le titre commence par ce prénom
  - les listes produites par Wikidata : Liste des personnes de prénom « Hana » — même liste en incluant les éventuels prénoms composés qui contiennent « Hana ».

Hana est un prénom notamment porté par :
- Hana Al Bayati, actrice, réalisatrice et journaliste franco-irakienne ;
- Hana Benešová, athlète tchèque ;
- Hana Brady, victime de l'Holocauste rendue tristement célèbre par le roman Hana's Suitcase: A True Story de Karen Levine[4] ;
- Hana Hegerová, chanteuse et actrice tchèque et slovaque ;
- Hana Horáková, joueuse tchèque de basket-ball ;
- Hana Kadhafi, fille adoptive du colonel Mouammar Kadhafi ;
- Hana Kimura, catcheuse japonaise ;
- Hana Makhmalbaf, réalisatrice irannienne ;
- Hana Mandlíková, joueuse de tennis tchécoslovaque puis australienne ;
- Hana Maškova, patineuse artistique tchécoslovaque ;
- Hana Meizel, personnalité marquante du sionisme ;
- Hana Novotni Kašić, joueuse franco croate de volley-ball ;
- Hana Pestle, auteur-compositeur-interprète américaine ;
- Hana Rached, chanteuse tunisienne.

## Divers
- Hana, single du groupe de musique japonais Orange Range ;
- Hana matsuri, fête bouddhiste.